# Trittico Portinari
Il Trittico Portinari è un dipinto eseguito con la tecnica dell'olio su tavola (253x141 cm i pannelli laterali, 253x304 l'elemento centrale) da Hugo van der Goes, databile al 1477-1478 e conservato nella Galleria degli Uffizi a Firenze.

## Storia
Il trittico, dedicato all'Adorazione dei pastori, venne dipinto a Bruges dal celebre pittore fiammingo su commissione del fiorentino Tommaso Portinari, banchiere a capo della filiale locale del Banco mediceo che visse per più di quarant'anni con la sua famiglia nella città oggi in Belgio. Le tavole vennero poi trasportate per nave fino a Pisa, con l'aiuto di Niccolò di Giovanni Capponi, su una nave che fece prima scalo in Sicilia, e successivamente risalirono l'Arno su imbarcazioni fino a Firenze, dove l'opera giunse il 28 maggio 1483. Fu issata all'altezza di Porta San Frediano da sedici uomini e trasportata alla chiesa di Sant'Egidio nell'Ospedale di Santa Maria Nuova, di antico patronato dei Portinari, con un corteo vigilato da Meo di Tingo, il messo dell'Arcispedale.
Sebbene a Firenze si conoscessero già opere fiamminghe ed avessero nel tempo ispirato a più riprese gli artisti locali, il Trittico era l'opera di maggiori dimensioni fino ad allora trasportata in città, ed ebbe un effetto di folgorante scalpore sulla scuola artistica locale. Ammiratissimo, talvolta citato fedelmente (come nell'Adorazione dei pastori di Domenico Ghirlandaio ed altre opere degli anni 1480), era ancora lodato da Vasari (che chiamò l'autore "Hugo di Anversa") e Ludovico Guicciardini nel XVI secolo.
Nel 1567 subì uno smembramento, quando vennero anche distrutti gli affreschi di Domenico Veneziano e altri in sant'Egidio. I pannelli però non furono fortunatamente dispersi e fu possibile ricomporli in seguito, nel 1871. Nelle guide del XIX secolo venne scambiato per opera di Andrea del Castagno o Domenico Veneziano. Nell'anno 1900 pervenne agli Uffizi assieme a un gruppo di opere importantissime, che costituivano la donazione di Santa Maria Nuova.
La datazione tradizionale dell'opera era al 1475 circa, basata su una stima dell'età dei figli del committente ritratti nei pannelli laterali (a sinistra Pigello e Antonio col padre, nati rispettivamente nel 1474 e il 1472, a destra Margherita, nata nel 1471, con la madre Maria). La studiosa Hatfield Strens ha poi rintracciato e pubblicato una serie di documenti sull'arrivo del dipinto a Firenze, ipotizzando una conclusione nel 1478, essendo inverosimile che il dipinto fosse stato lasciato fermo per tre anni.

## Descrizione

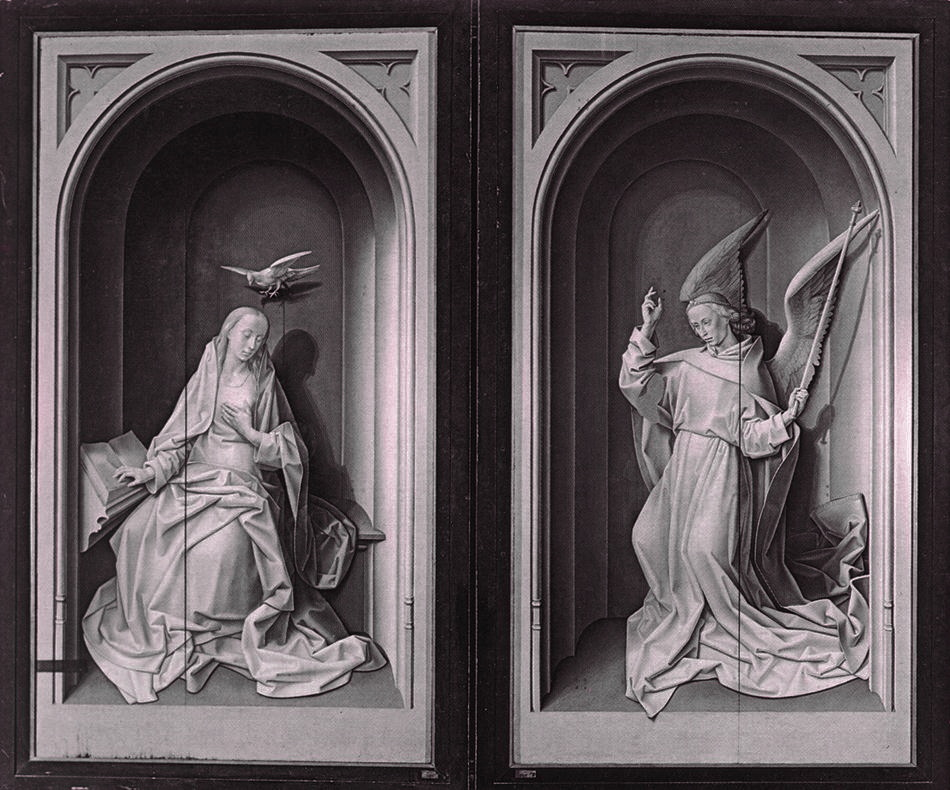
Il pannello chiuso

### Pannello centrale
L'Adorazione del Bambino, basata su una delle visioni di santa Brigida di Svezia, ha luogo in uno scenario grandioso, in cui figure celesti e terrene sono rappresentate a fianco, come se si incontrassero. Nel pannello centrale la stalla è dipinta come una loggia con colonne posta al margine di una città della quale si intravedono alcuni edifici: si tratta dell'allusione al palazzo abbandonato di Re Davide, lontano progenitore di Cristo, riconoscibile per il simbolo dell'arpa scolpito sulla lunetta del portale e per l'iscrizione con la sua profezia di un bambino che nascerà da una vergine.
Al centro campeggia la figura di Maria, tutt'altro che stilizzata, bensì vibrantemente umana e luminosa, inginocchiata e con le mani giunte e rivolte in basso, al Bambino poggiato in terra tra raggi che ne rivelano la santità: si tratta della rappresentazione di Gesù come "Luce del mondo", infatti la sua figura rischiara alcuni degli astanti, come si vede bene ad esempio nell'angelo sopra di esso. Tutt'intorno sono disposti a semicerchio gli altri astanti: a sinistra san Giuseppe, con la veste rossa, il bue e l'asinello e due angeli che volano in alto; in prima fila due gruppi di angeli in posizione simmetrica, due vestiti di bianco a sinistra e cinque con vesti più elaborate a destra; dietro di essi si trovano i tre pastori, ritratti con grande realismo nei loro umili vestiti e che vennero copiati anche dal Ghirlandaio, con un quarto che sta arrivando sullo sfondo; chiudono il cerchio due angeli vestiti di azzurro, mentre in cielo se ne levano altri in volo.
Tutti i personaggi raffigurati sono descritti, contemporaneamente, con rigore realistico, energia, immediatezza e brillantezza.

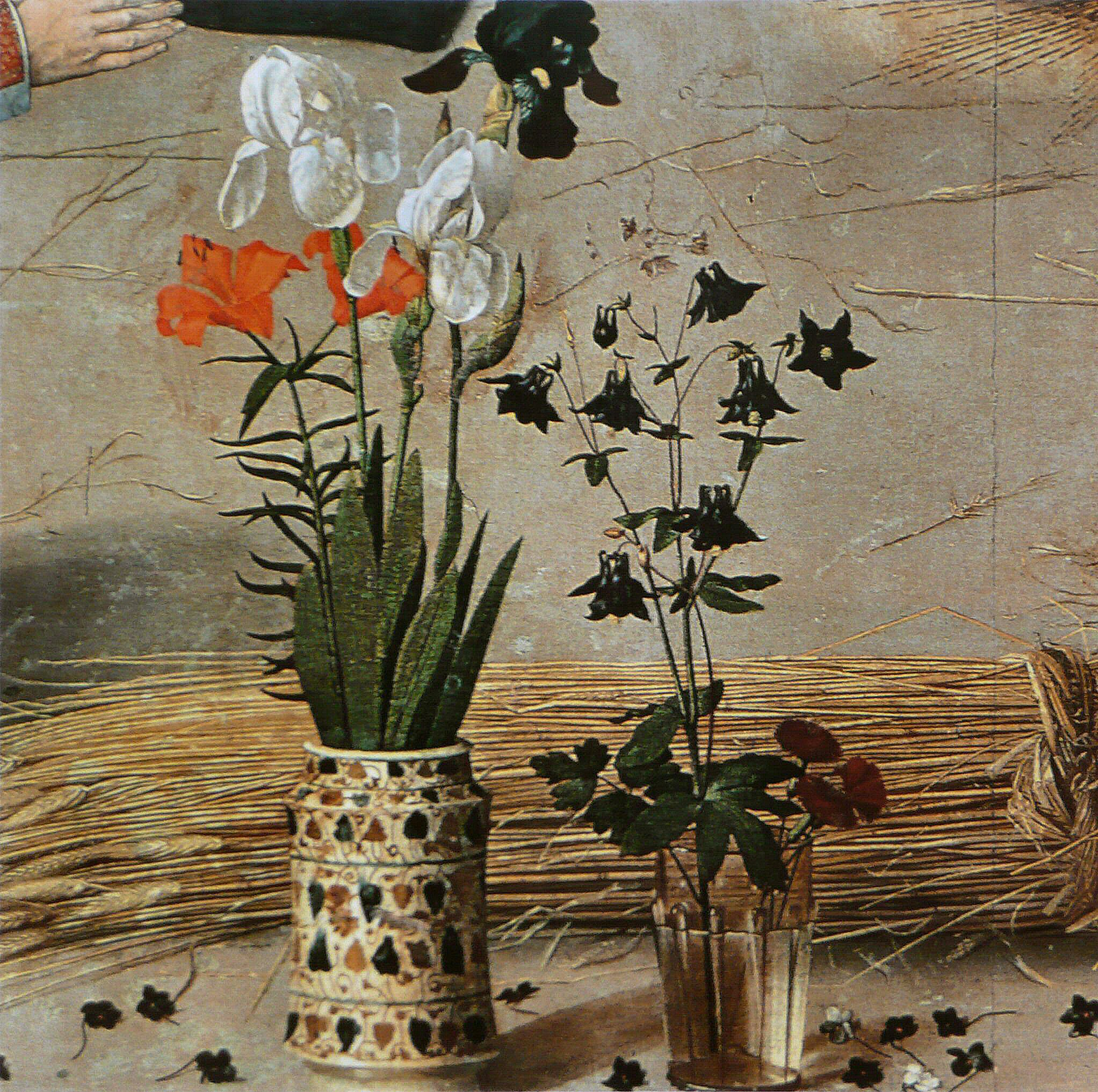
La natura morta

La bella natura morta in primo piano, con i due vasi di fiori ed il covone di frumento (che richiamano Betlemme, in ebraico "la casa del pane"), sono delle allegorie dell'eucaristia e della passione di Gesù. Il frumento ricorda l'Ultima cena, dove Cristo spezzò il pane. I gigli rossi - detti anche Gigli di San Giovanni perché il loro periodo di fioritura coincide con la festa di San Giovanni - simboleggiano il sangue della Passione e gli iris bianchi la purezza, mentre gli iris purpurei e l'impettita aquilegia rappresentano i sette dolori della Vergine; i garofani alludono invece alla Trinità. Così, questa scena della nascita di Gesù prefigura la sua morte di resurrezione. Lo zoccolo in terra indica che qualcuno è scalzo: in quel tempo si credeva che pestare il suolo scalzi fosse garanzia della sacralità, come il terreno su cui camminò Mosè quando Dio gli comandò: "Togliti i sandali dai piedi, poiché il luogo sul quale tu stai è una terra santa" (Esodo 3,5).
Sullo sfondo, van der Goes dipinse scene relative al soggetto principale, in questo caso l'Annuncio ai pastori da parte dell'angelo.

### Pannelli laterali

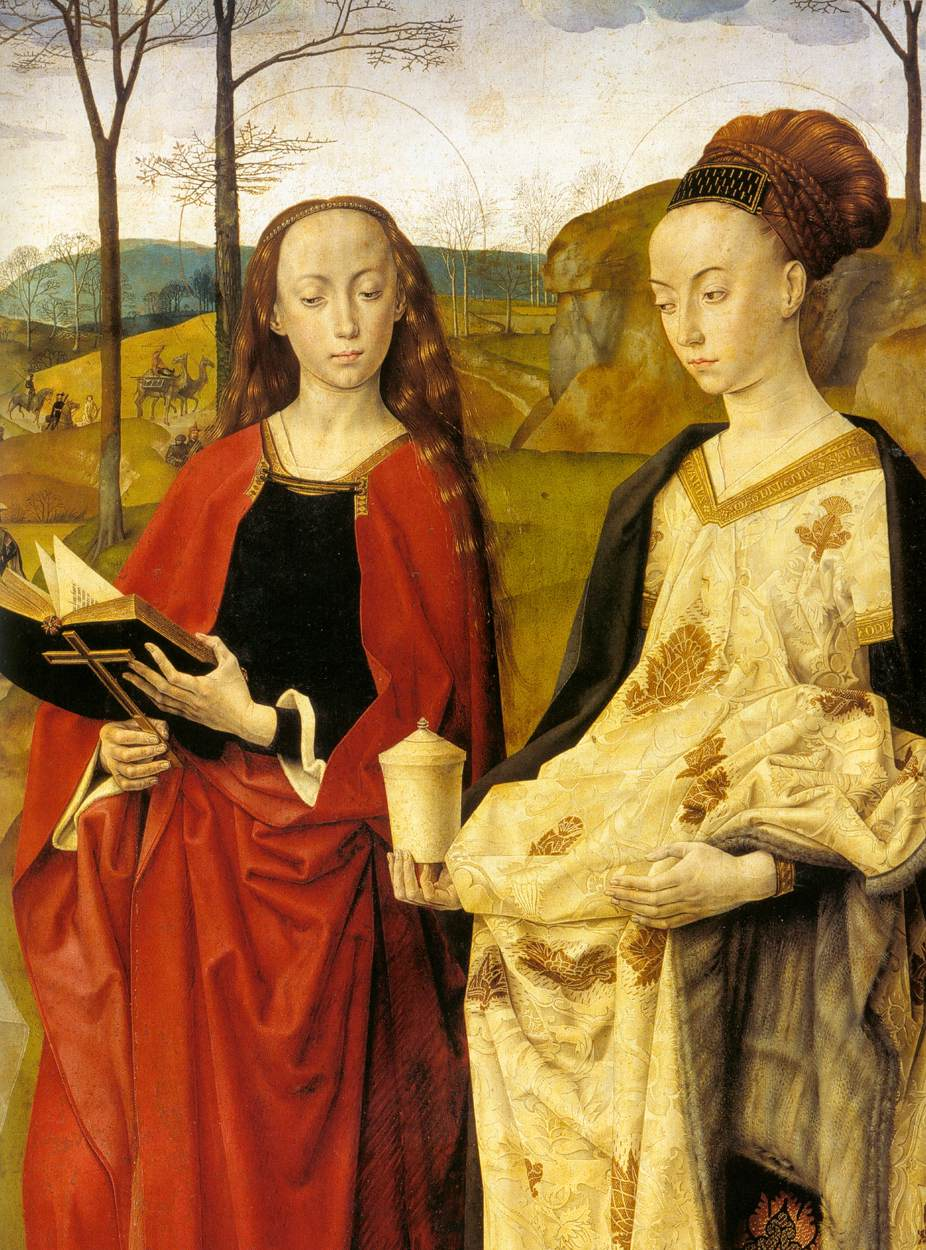
Margherita e Maria Maddalena

I pannelli laterali continuano spazialmente quello centrale, con la prosecuzione del paesaggio in quello di destra e dell'arco dell'edificio in quello di sinistra. Vi sono raffigurati i membri della famiglia Portinari inginocchiati in preghiera presentati dai rispettivi santi protettori. Le figure dei committenti sono rimpicciolite dalle proporzioni gerarchiche.
Il pannello di sinistra è dedicato agli uomini e vi si vede Tommaso Portinari con i due figli Antonio e Pigello, presentati da san Tommaso (con la lancia), e sant'Antonio Abate (con la campana); il pannello di destra mostra le donne: Maria di Francesco Baroncelli, moglie di Tommaso, e la figlia Margherita, accompagnate da santa Maria Maddalena (con il vaso degli unguenti) e santa Margherita (con il libro e il dragone). La Maddalena in particolare è sontuosamente abbigliata ed ha un'acconciatura tipica del Quattrocento, con i capelli rasati sulla fronte e raccolti in un'ampia ed elaborata crocchia.
Le scene di corredo sullo sfondo sono a sinistra la fuga in Egitto e a destra i Re Magi sulla via di Betlemme.

### Pannelli esterni
I pannelli laterali sono chiudibili, come tipico nelle pale d'altare nordiche, e sono dipinti con un'Annunciazione a monocromo. Rispetto ai modelli a sua disposizione, l'artista ritrasse Maria e l'angelo in nicchie particolarmente profonde, creando un effetto spaziale mai così accentuato. La figura della Vergine è abbastanza convenzionale, con la colomba dello Spirito Santo che le sta per discendere sul capo, mentre quella dell'angelo è assai più originale, presa in una posa vacillante con tutti gli arti piegati, come se stesse per cadere in ginocchio.

## Stile
L'opera presenta alcune caratteristiche tipiche della pittura fiamminga, come la spazialità unificata dalla luce, la visione particolareggiata e nitida della realtà, l'atmosfera vibrante, la linea dell'orizzonte particolarmente rialzata, che fa sembrare il suolo come un piano inclinato su cui i santi torreggiano come se stessero per cadere sull'osservatore. La spazialità appare così ampia e profonda, con il paesaggio, punteggiato di abitazioni e castelli, che si perde in lontananza sfumato dalla foschia.
I fiorentini del tempo furono soprattutto colpiti dall'uso della luce che, tramite la pittura a olio, permette di definire al meglio il "lustro" cioè la rifrazione particolare di ogni superficie.